# Ein Pferd namens October
Ein Pferd namens October (Originaltitel: The Return of October) ist eine US-amerikanische Filmkomödie aus dem Jahr 1948 von Joseph H. Lewis mit Glenn Ford und Terry Moore in den Hauptrollen. Der Film wurde von Columbia Pictures produziert.

## Handlung
Die 18-jährige Terry Ramsey glaubt, dass ihr verstorbener Onkel Willie als Pferd wiedergeboren wurde. Diese Anschauung führt dazu, dass Terrys Geisteszustand geprüft werden soll. Wie es zu der ganzen Sache gekommen ist, erzählt Willies Freund Vincent einem Reporter.
Willie trainiert Rennpferde und ist Erziehungsberechtigter für seine Nichte Terry. Ihr erzählt er immer wieder, dass er Pferde so sehr liebe, dass er nach seinem Tod als Pferd wiedergeboren werde. Willie bereitet das Pferd Sunset auf ein Rennen vor. Kurz vor dem Start setzt er sein ganzes Geld auf Sieg. Das tut auch heimlich Terry, die den Psychologen Dr. Bassett austrickst. Sunset kommt gut weg vom Start, wird aber auf der Zielgeraden von einem Papierflieger irritiert und verliert. Kurz nach dem Rennen bricht Willie zusammen und stirbt.
Nun muss Terry bei ihrer Tante Martha leben, einer wohlhabenden, aber auch exzentrischen Dame, die von Terrys Cousins immer wieder um Geld betrogen wird. Als Terry bei einer Pferdeauktion auf das Pferd October trifft, glaubt sie, in ihm Onkel Willie zu erkennen. Sowohl Willie als auch October sind gegen Goldruten allergisch. Terry ist besorgt, weil Dr. Bassett auf October mitbietet. Sie will verhindern, dass der Psychologe das Pferd als Versuchsobjekt nutzt, und überbietet ihn. Tatsächlich erhält Terry den Zuschlag, kann aber das Geld nicht aufbringen. Bassett bietet ihr an, den Preis für Terry zu bezahlen. Dafür soll October auf dem Universitätsgelände unterkommen, bis Terry ihre Schulden beglichen hat. Der Universitätspräsident Hotchkiss findet heraus, dass Bassett das Geld aus einem Schulfonds entnommen hat. Er gibt ihm 24 Stunden Zeit, den Kauf zu rechtfertigen. Bassett will dies mit der Beschreibung von Terrys unüblicher Verbindung zu dem Pferd erreichen.
Während Tante Martha auf dem Sterbebett liegt, bereitet der Familienanwalt Mitchell, der mit den Cousins kooperiert, eine Untersuchung Terrys vor, die beweisen soll, dass sie nicht in der geistigen Lage ist, als Alleinerbin über das Vermögen zu verfügen. Bassett kommt zu dem Schluss, dass Terry gesund sei. Allerdings wird sein Buch zur gleichen Zeit mit Tante Marthas Tod veröffentlicht. Bassett kann die Geschworenen des Erbschaftsgerichts überzeugen, dass er Terrys geistige Gesundheit beweisen kann, indem alle ihn und Terry zum anstehenden Derby begleiten, bei dem October starten soll.
Beim Rennen wird October von Terry angefeuert, indem sie ihn Onkel Willie nennt. Schon bald greifen auch die übrigen Zuschauer den Namen auf und bejubeln Octobers Sieg. October stirbt jedoch an Erschöpfung, doch den Tod kann Terry akzeptieren, denn Onkel Willie hat ihr erzählt, dass er zurückkommen und das Derby gewinnen werde. Terry wird für gesund befunden und kann nun mit Bassett eine Beziehung eingehen.

## Produktion

### Hintergrund
Gedreht wurde der Film vom 18. September bis zum 31. Oktober 1947.
Zwischen Columbia Pictures und 20th Century Fox kam es zu einem Austausch von Filmrechten und Filmmaterial. Columbia erwarb Farbfilmaufnahmen eines Pferderennens von Fox. Diese Aufnahmen entstanden 1938 für den Fox-Film Die goldene Peitsche und waren die einzigen Pferderennszenen, die bis dahin in Technicolor gedreht worden waren. Es handelte sich um einen Film von ca. 540 Fuß Länge (entspricht einer Laufzeit von ca. 6 Minuten). Im Gegenzug erhielt Fox die Filmrechte an dem Bühnenstück Burlesque, das 1948 als When My Baby Smiles at Me verfilmt wurde.

### Stab
Stephen Goosson und Rudolph Sternad waren die Art Directors, William Kiernan und William Menefee die Szenenbildner. Morris Stoloff war der musikalische Direktor.

### Besetzung
Die Titelrolle des Pferdes October wurde von dem American Saddlebred Highland Dale gespielt.
In kleinen nicht im Abspann erwähnten Nebenrollen traten Eddie Acuff, Murray Alper, Edit Angold, Dick Elliott, James Flavin, Byron Foulger, Myron Healey, Russell Hicks, Victoria Horne, Teddy Infuhr, Horace McMahon, Eddie Parker, Gus Schilling und Fred F. Sears auf.
Für May Whitty war es die letzte Filmrolle. Die Britin starb ca. fünf Monate vor der Uraufführung des Filmes.

## Synchronisation
Die deutsche Synchronfassung wurde 1995 von der Telesynchron unter der Dialogregie von Bernd Eichner, der auch das Dialogbuch schrieb, erstellt.
| Rolle                 | Schauspieler  | Deutscher Synchronsprecher |
| --------------------- | ------------- | -------------------------- |
| Prof. Bentley Bassett | Glenn Ford    | Hubertus Bengsch           |
| Terry Ramsey          | Terry Moore   | Dorette Hugo               |
| Onkel Willie          | James Gleason | Jochen Schröder            |
| Tante Martha          | May Whitty    | Dagmar Altrichter          |
| Prof. Stewart         | Stephen Dunne | Bernd Eichner              |
| Radioverkäufer        | Arthur Space  | Karl-Heinz Grewe           |
| Reporter              |               | Michael Telloke            |

Anmerkung: Die kursiv geschriebenen Namen sind Rollen und Darsteller, die nicht im Abspann erwähnt wurden.

## Veröffentlichung
Die Premiere des Films fand am 26. Oktober 1948 statt. In der Bundesrepublik Deutschland wurde er am 4. Februar 1996 im deutschen Fernsehen ausgestrahlt.

## Kritiken
Das Lexikon des internationalen Films schrieb: „Leichtgewichtige Fantasy-Komödie.“
Die Filmzeitschrift Cinema befand: „Der Ausflug des Regisseurs Joseph H. Lewis ins Komödiengenre ist nicht so richtig witzig. Fazit: Etwas dünne, aber dafür um so schrulliger.“
Die Variety lobte den Film in einer Vorabkritik. Der Film liefere mehr Spaß, als man bei dem Titel meinen würde. Er sei kess und erfreulich.